# Wilhelm von Ammon

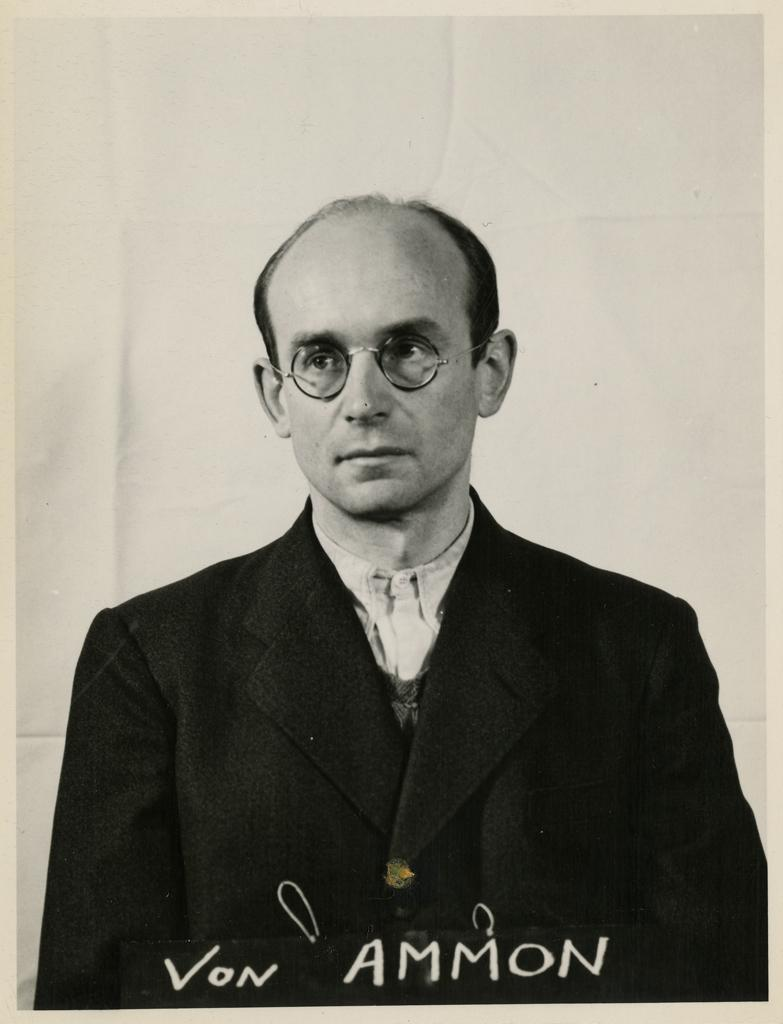
Wilhelm von Ammon während der Nürnberger Juristen-Prozesse

Wilhelm von Ammon (* 17. März 1903 in Memmingen; † 13. Dezember 1992 in Stuttgart) war ein deutscher Jurist.

## Leben
Wilhelm von Ammon studierte Rechtswissenschaft an der Universität Erlangen und wurde während seines Studiums 1921 Mitglied der Burschenschaft Bubenruthia Erlangen. Er wurde 1926 an der Universität München mit der Arbeit „Der bindende rechtswidrige Befehl“ zum Dr. jur. promoviert. Er trat nach der Machtergreifung 1933 in die SA ein und wurde 1935 Landgerichtsrat im Reichsjustizministerium. Er wurde im Juni 1937 zum Landgerichtsdirektor befördert, beantragte am 20. Juli desselben Jahres die Aufnahme in die NSDAP und wurde rückwirkend zum 1. Mai 1937 aufgenommen (Mitgliedsnummer 4.581.473). Nach zwischenzeitlicher Tätigkeit am Oberlandesgericht München wurde Ammon 1940 wieder ins Reichsjustizministerium zurückversetzt, wo er im März 1943 zum Ministerialrat befördert wurde. Dort leitete er unter Wolfgang Mettgenberg „die Gruppe, die „Nacht-und-Nebel“-Sachen behandelte“. Er legte dem Justizminister Otto Georg Thierack und dem Staatssekretär Herbert Klemm „Listen über viele Hunderte von Todesurteilen“ vor, die von ihm bereits als „glatt“ oder „zweifelhaft“ eingestuft waren.
Am 14. Dezember 1947 wurde Ammon im Nürnberger Juristen-Prozess wegen seiner Mitwirkung an der Durchführung der Maßnahmen zum Nacht-und-Nebel-Erlass zu zehn Jahren Haft verurteilt, am 3. Februar 1951 aufgrund eines Gnadengesuches durch den amerikanischen Hochkommissar John Jay McCloy aus dem Kriegsverbrechergefängnis Landsberg wieder entlassen. Von 1957 bis 1970 war er Direktor der Lutherischen Landeskirchenstelle in Ansbach und erhielt ab Mitte der 1960er Jahre zusätzlich eine Pension aus seiner Tätigkeit als Ministerialrat im Reichsjustizministerium. Er verfasste zudem einen Kommentar zur bayerischen Kirchenverfassung.

## Veröffentlichungen
- Der bindende rechtswidrige Befehl. Breslau 1926 (= Dissertation)
- mit Reinhard Rusam: Verfassung der Evangelisch-Lutherischen Kirche in Bayern vom 20. November 1971. München 1978